# Madonna del Buon Consiglio a Via della Camilluccia
Madonna del Buon Consiglio a Via della Camilluccia é uma capela desconsagrada localizada na Via della Camilluccia, 149, no quartiere Della Vittoria, ao norte do Monte Mario. É dedicada a Nossa Senhora do Bom Conselho.

## História
A Via della Camilluccia era originalmente uma via particular construída por Camillo Borghese, marido de Pauline Bonaparte, quando a área era completamente rural. Esta via corria por trás de uma villa do século XVII chamada Villa dei Sette Canelli, cuja entrada principal ficava na Via Trionfale. Ela foi comprada pelo Collegio Capranica depois de sua reabertura em 1807 para servir como um retiro de campo e um centro de férias para funcionários e estudantes. Apesar da proximidade da igreja de San Francesco d'Assisi a Monte Mario, uma pequena capela pública foi construída na via perto do portão de fundo da villa.
A via se tornou uma rua pública em 1887, mas a região permaneceu rural até depois da Segunda Guerra Mundial. O colégio vendeu a propriedade em 1940 e ela se tornou uma clínica psiquiátrica particular. Em 1971, a propriedade foi completamente demolida para permitir a construção de blocos de apartamentos e a capela foi desconsagrada. Porém, ela permaneceu em bom estado servindo como uma casa privada.
O foco pastoral na região passou para o Centro Don Orione do outro lado da rua e, mais tarde, para a igreja de Santa Maria Mater Dei.

## Descrição
A minúscula capela tinha uma nave única, de planta retangular e um bloco presbiterial ainda menor com uma sacristia anexa à direita. As paredes laterais tem duas janelas de molduras de pedras à esquerda e uma à direita. As paredes foram pintadas de amarelo claro e o telhado é pontiagudo (duas águas).
A fachada é flanqueada por duas pilastras dóricas que sustentam um entablamento e um frontão triangular de tamanho ligeiramente exagerado. Este último é falso, pois o teto atrás fica num nível mais baixo. Não há janelas, apenas uma única entrada com moldura de pedra e precedida por três degraus, o que indica que a capela tinha uma cripta.